# 게르하르트 엥겔

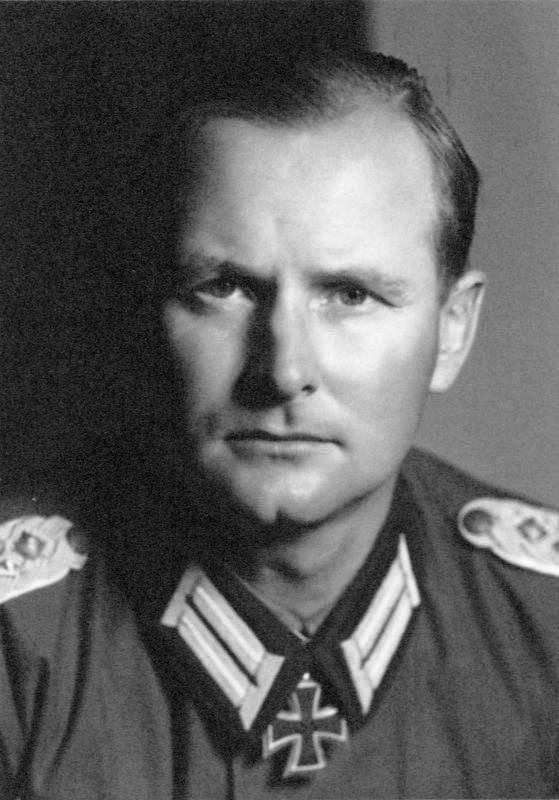
1944년의 게르하르드 엥겔.

게르하르트 미하엘 엥겔(독일어: Gerhard Michael Engel, 1906년 4월 13일 ~ 1976년 12월 9일)은 제2차 세계 대전 기간 동안 독일 국방군의 중장으로 아돌프 히틀러의 부관이기도 했다. 그는 기사철십자훈장을 수여받았기도 했다.